# Betroka (stad)
Betroka is een stad in Madagaskar, gelegen in de regio Anosy. De plaats is gelegen aan de Route nationale 13. In de buurt van de stad ontspringt de rivier Onilahy. Een volkstelling in 2001 telde het inwonersaantal op 16.826.

## Geschiedenis
Tot 1 oktober 2009 lag Betroka in de provincie Mahajanga. Deze werd echter opgeheven en vervangen door de regio Anosy. Tijdens deze wijziging werden alle autonome provincies opgeheven en vervangen door de in totaal 22 regio's van Madagaskar.

## Natuur
Het Kalambatritrareservaat ligt 55 kilometer ten oosten van Betroka.